# Culicoides metagonatus
Culicoides metagonatus är en tvåvingeart som beskrevs av Wirth och Blanton 1956. Culicoides metagonatus ingår i släktet Culicoides och familjen svidknott. Inga underarter finns listade i Catalogue of Life.